# Boltiere
Boltiere (lombardul: Boltér) mintegy 6000 fős kisváros Olaszországban, Lombardia régióban, Bergamo megyében. Lakosainak száma 6244 fő (2023. január 1.). Boltiere Verdellino, Brembate, Pontirolo Nuovo, Ciserano és Osio Sotto községekkel határos.

## Története
Első nyomai lakott helyként ligúr és cenomanos (gall) törzsektől maradtak fenn. Ezek később beolvadtak a Római Birodalomba, ami a település pontos felépítését és kinézetét meghatározta. Fejlődésére előnyös volt, hogy a Bergamót Milánóval összekötő hadi és kereskedelmi út mellett fekszik.
Később a longobárdok királyságához, majd a Német-római Birodalomhoz tartozott, amely a bergamói püspökre bízta. Ezt a 972-es évből ránk maradt, I. Ottó német-római császártól származó okirat tanúsítja.
Időrendben a következő szöveg 909-ből való, amely név szerint említi lakott településként: „Andevertus filius quondam Grasemundi de Bolterio”. A helynév bizonyára a környék mocsaras-pocsolyás jellegére utaló Bolta kifejezésre vezethető vissza, amely a középkorban még meglevő Gerundo-tó északi maradványaira utal.
Más, konkrét elemekkel nem bizonyítható, feltevés szerint a település neve személynévből alakult ki.
A 11. századi rövid fejlődés után Boltiere, az egész bergamói körzethez hasonlóan a guelfek és ghibellinek véres viszálykodásában volt érintett. Különösképpen a falu, amely ghibellin-birtokként számos összeütközést vívott, a közeli Trezzo sull’Adda, a guelf Colleoni család birtoka ellen.
Ennek következtében Boltiere véderődöt és kastélyt kellett építsen, amely a 15. században elpusztult, de némely maradványai későbbi építményekben fennmaradtak.
A milánói Visconti család birtoklását követően, 1428-ban, a terület a Velencei Köztársaság fennhatósága alá került. A Serenissima határozottan fellépett a középkori viszályokkal szemben, ami a távlati politikai céloknak megfelelő társadalmi-gazdasági környezetet eredményezett.
A Velencei Köztársaság az itteni hegyszorosnál vámállomást létesített a Bergamo felé irányuló kereskedelem ellenőrzésére és az útonállók megfékezésére. Ez előnyös hatással volt a falu fejlődésére.
Velencével együtt subentrò, 1797-től francia uralom alá került a Ciszalpin Köztársaság keretében, amely Osio Sottóhoz csatolta. Később az Osztrák–Magyar Monarchia fennhatósága alatt visszaszerezte máig fennálló önkormányzati önállóságát.

## Népesség
A település népességének változása:
| Lakosok száma | 6057 | 6102 | 6244 |
|               | 2017 | 2018 | 2023 |

## Fordítás
Ez a szócikk részben vagy egészben  a   Boltiere című olasz Wikipédia-szócikk ezen változatának fordításán alapul.  Az eredeti cikk szerkesztőit annak laptörténete sorolja fel. Ez a jelzés csupán a megfogalmazás eredetét és a szerzői jogokat jelzi, nem szolgál a cikkben szereplő információk forrásmegjelöléseként.